# Digitální mapa
Digitální mapy jsou číslicové databáze, které se dají na počítačovém zařízení vykreslit a zobrazit na displeji jako mapy.

## Analogová a digitální mapa
Tradiční či analogová mapa je kreslený nebo tištěný obraz krajiny v určitém měřítku, který lze reprodukovat tiskem. Digitální mapa je soubor digitálních údajů, z něhož se mapa teprve konstruuje. Díky tomu dává daleko širší možnosti počítačového zpracování:
- mapu libovolně zvětšit nebo zmenšit
- posouvat a otáčet
- kdykoli aktualizovat
- zvolit doplňující údaje, které se mají zobrazit
- vyhledávat jména jednotlivých objektů (země, obce, řeky, cesty atd.)
- automaticky vyhodnocovat vzdálenosti
- vyhledávat nejvhodnější cesty do určitého cíle
- propojit mapu s dalšími databázemi a údaji atd.

Velmi důležitá je možnost propojení digitální mapy se systémy družicové navigace (GPS), takže uživatel může poměrně přesně určit svoji polohu na mapě.

## Použití
Digitální mapy jsou velmi rozsáhlé soubory dat (řádově desítky až tisíce MB), které se zpočátku daly ukládat jen na velké servery a využívaly jen ke konstrukci tištěných map. S rozvojem komunikačních prostředků se odtud vyvolávaly do jednotlivých aplikací. Nejen současné počítače, ale i přenosná komunikační zařízení (mobilní telefony, přenosná orientační zařízení atd.) však umožňují i stažení celé mapy např. určitého státu či oblasti, takže uživatel pak není závislý na internetovém připojení.
Pro běžné vyhledávání se přesto používají služby s velikými servery, které dovolují podrobné zobrazení téměř každého místa ve státě nebo na celé na Zemi. Služba bývá doplněna o různé druhy map (základní, turistická, satelitní, historická atd.) a bývá uspořádána do mnoha vrstev, které si uživatel může vyvolat nebo i vytvořit. Mobilní zařízení, která se používají pro navigaci a hledání cesty v terénu, pracují se systémy družicové navigace a s digitální mapou obvykle uloženou v přístroji. Jako doplňkové služby často nabízejí i údaje o nadmořské výšce, časový odhad cesty, spotřeby pohonných hmot aj.